# Antoni Zabala i Vidiella
Antoni Zabala i Vidiella és llicenciat en Filosofia i Ciències de l'Educació i va fer els cursos del programa de doctorat en Psicologia de l'Educació. És director de l'Institut de Recursos i Investigació per a la Formació (IRIF). És cofundador i membre del consell de redacció de la revista Guix. Elements d'Acció Educativa i director de la revista AULA de Innovación educativa. És expert en les competències bàsiques i ha assessorat la conselleria d'Educació de la Generalitat de Catalunya, el Govern d'Andorra, el Ministeri d'Educació i altres administracions de l'Estat Espanyol en l'elaboració dels dissenys curriculars i en els plans de formació del professorat. També ha estat assessor de diverses institucions educatives de Llatinoamèrica.

## Obra[5]
- 11 ideas clave. Cómo aprender y enseñar competencias (amb Laia Arnau), Graó, 2007. ISBN 84-7827-500-2
- Del currículum oficial al currículum en l'acció
- Enfocament globalitzador i pensament complex: una resposta per a la comprensió i intervenció en la realitat. Graó, 1999. ISBN 84-7827-208-9
- Enfoque globalizador y pensamiento complejo: una respuesta para la comprensión e intervención en la realidad. Graó, 1999. ISBN 84-7827-211-9
- Metodoloxía: referentes para a práctica educativa. Xunta de Galicia, 1996. ISBN 84-453-1680-X
- La pràctica educativa: com ensenyar. Graó, 1995. ISBN 84-7827-116-3
- La práctica educativa: cómo enseñar. Graó, 1995. ISBN 84-7827-125-2
- Historia personal: módulo dirigido a los profesores del ciclo medio de E.G.B. Ministerio de Educación y Ciencia, 1987. ISBN 84-369-1352-3
- Tècniques d'impressió a l'escola (amb Francesc Imbernón) Graó, 1986. ISBN 978-84-85729-32-6